# اچ‌ام‌اس وروین (کی۱۹۰)
اچ‌ام‌اس وروین (کی۱۹۰) (به انگلیسی: HMS Vervain (K190)) یک زیردریایی بود که طول آن ۲۰۵ فوت (۶۲٫۴۸ متر) بود. این زیردریایی در سال ۱۹۴۱ ساخته شد.